# Aubrey Huff
Aubrey Lewis Huff (Marion, Ohio, 20 de diciembre de 1976), más conocido como Aubrey Huff, es un exjugador profesional estadounidense de béisbol que se desempeñó en la posición de primera base en las Grandes Ligas de Béisbol (MLB). Logró obtener un Bate de Plata.

## Carrera
Huff jugó como profesional siete temporadas en Tampa Bay Devil Rays (2000-2006), después pasó a Houston Astros (2006), luego a Baltimore Orioles (2007-2009), posteriormente a Detroit Tigers (2009), y finalmente, a San Francisco Giants, donde jugó tres temporadas (2010-2012), y fue el equipo en el que se retiró.

## Premios
Fue galardonado con el Bate de Plata en una oportunidad (2008).